# Operação Nordwind
Operação Vento do Norte (Unternehmen Nordwind) foi a última grande ofensiva lançada pelos alemães na Segunda Guerra Mundial no Fronte Ocidental. A operação começou em 1 de janeiro de 1945 na Alsácia e na Lorena no nordeste da França e terminou em 25 de janeiro quando os alemães finalmente recuaram depois de quase terem destruído o VI Corpo do exército estadunidense.

## Objetivos
Em 21 de dezembro de 1944, o ímpeto alemão durante a Batalha de Bulge havia começado a se dissipar e era evidente que a operação estava à beira do fracasso; acreditava-se que era um ataque contra o Sétimo Exército dos Estados Unidos mais ao sul, que havia estendido suas linhas e assumido uma postura defensiva para cobrir a área desocupada pelo Terceiro Exército dos Estados Unidos (que se virou para o norte para ajudar no local o avanço alemão), que poderia aliviar a pressão sobre as forças alemãs nas Ardenas. Em um briefing em seu complexo de comando militar em Adlerhorst, Adolf Hitler declarou em seu discurso aos comandantes de sua divisão em 28 de dezembro de 1944 (três dias antes do lançamento da Operação Nordwind): "Este ataque tem um objetivo muito claro, a saber, a destruição das forças inimigas. Não há uma questão de prestígio envolvida aqui. É uma questão de destruir e exterminar as forças inimigas onde quer que as encontremos".
O objetivo da ofensiva era romper as linhas do Sétimo Exército dos Estados Unidos e do Primeiro Exército francês nas montanhas dos Vosges Superiores e na Planície da Alsácia, e destruí-los, bem como a tomada de Estrasburgo, que Himmler havia prometido ser capturada por 30 de janeiro. Isso deixaria o caminho aberto para a Operação Dentista (Unternehmen Zahnarzt), uma grande investida planejada na retaguarda do Terceiro Exército americano que levaria à destruição desse exército.

## Ofensiva
Em 31 de dezembro de 1944, o Grupo de Exército Alemão G - comandado pelo Generaloberst Johannes Blaskowitz - e o Grupo de Exército Oberrhein ("Upper Rhein") - comandado pelo Reichsführer-SS Heinrich Himmler - lançou uma grande ofensiva contra os escassamente esticados, 110 quilômetros de comprimento linha de frente mantida pelo 7º Exército dos Estados Unidos. A Operação Nordwind logo colocou o 7º Exército dos Estados Unidos em apuros. O 7º Exército - por ordem do general americano Dwight D. Eisenhower - enviou tropas, equipamentos e suprimentos ao norte para reforçar os exércitos americanos nas Ardenas envolvidos na Batalha de Bulge.
No mesmo dia em que o Exército Alemão lançou a Operação Nordwind, a Luftwaffe (Força Aérea Alemã) comprometeu quase 1 000 aeronaves de apoio. Esta tentativa de paralisar as forças aéreas aliadas baseadas no noroeste da Europa ficou conhecida como Operação Bodenplatte, que falhou sem ter alcançado nenhum de seus objetivos principais.
O ataque inicial de Nordwind foi conduzido por três corpos do 1º Exército Alemão do Grupo de Exército G, e em 9 de janeiro, o XXXIX (39º) Corpo de Panzer também estava fortemente engajado. Em 15 de janeiro, pelo menos 17 divisões alemãs (incluindo unidades no Colmar Pocket) do Grupo de Exércitos G e Grupo de Exércitos Oberrhein, incluindo a 6ª Montanha SS, 17ª SS Panzergrenadier, 21ª Panzer e 25ª Divisões Panzergrenadier estavam engajadas na luta. Outro ataque menor foi feito contra as posições francesas ao sul de Estrasburgo, mas foi finalmente interrompido. O VI Corps- que sofreu o maior impacto dos ataques alemães - estava lutando em três lados em 15 de janeiro.
O 125º Regimento da 21ª Divisão Panzer sob o comando do Coronel Hans von Luck tinha como objetivo cortar a linha de abastecimento americana para Estrasburgo, cortando o sopé oriental dos Vosges na base noroeste de uma saliência natural em uma curva do Rio Reno. Aqui a linha Maginot corria de leste a oeste, e agora "mostrava que fortificação esplêndida era". Em 7 de janeiro, Luck se aproximou da linha ao sul de Wissembourg nas aldeias de Rittershoffen e Hatten. O fogo americano pesado veio da 79ª Divisão de Infantaria, a 14ª Divisão Blindada, além de elementos da 42ª Divisão de Infantaria. Em 10 de janeiro, a sorte chegou às aldeias. Seguiram-se duas semanas de combates intensos, alemães e americanos ocupando partes dos vilarejos, enquanto civis se abrigaram em porões. Mais tarde, Luck disse que a luta em torno de Rittershoffen foi "uma das batalhas mais difíceis e caras que já ocorreram".
Eisenhower, temendo a destruição total do 7º Exército, correu para as divisões já maltratadas libertadas às pressas das Ardenas, a sudeste por mais de 100 km (62 milhas), para reforçar o 7º Exército. Mas sua chegada foi adiada e, em 21 de janeiro, com suprimentos e munição escassos, o Sétimo Exército ordenou que as já esgotadas 79ª e 14ª Divisões recuassem de Rittershoffen e recuassem para novas posições na margem sul do Rio Moder.
Em 25 de janeiro, a ofensiva alemã foi interrompida, depois que o 222º Regimento de Infantaria dos Estados Unidos deteve seu avanço perto de Haguenau, ganhando a Menção de Unidade Presidencial no processo. Este foi o mesmo dia em que os reforços começaram a chegar das Ardenas. Estrasburgo foi salvo, mas o Colmar Pocket era um perigo que tinha de ser eliminado.